# KM Studio
KM Studio AB (tidigare även kallat Mediahuset, Audio Resort, Plint) är ett privatägt svenskt företag som erbjuder dubbning, voice‑over, textning, syntolkning och grafikanpassning. Företaget grundades 1965 som en inspelningsstudio för populärmusik och har sedan 1985 varit främst inriktat på dubbning av film, TV och spel.
Med över 40 års erfarenhet av dubbning har KM Studio positionerat sig som en ledande aktör i Norden. Verksamheten bedrivs genom huvudkontor i Karlskoga och satellitstudior i Stockholm, Köpenhamn, Helsingfors och Oslo.
Bland KM Studios mest kända dubbningar finns animerade filmer som Lejonkungen, Hitta Nemo, Monsters, Inc. och Shrek samt TV-serier som Disneydags, Heartstopper, My Little Pony, Paw Patrol och Peppa Pig.
Företaget är TPN Gold Shield-certifierat enligt Motion Picture Association:s standarder för innehållssäkerhet, och är även en godkänd partner inom Netflix Post Partner Program.

## Organisation och kontor
Huvudkontoret ligger i Karlskoga. Bolaget driver även fyra satellitstudior i Norden:
- Stockholm, Sverige
- Köpenhamn, Danmark
- Helsingfors, Finland
- Oslo, Norge[2]

## Historia
- 1965: Grundades som musikstudio i Karlskoga.
- 1985: Fokus flyttas till dubbning av film och TV.
- 2004: Startar systerbolaget GMT för mjukvara och mediaöverföring.
- 2007: Expanderar med studior i Danmark, Norge och Finland.
- 2022: Förvärvas tillfälligt av Plint, men återgår 2024 till att vara ett fristående bolag under KM Studio-namnet.
- 2025: Öppnar ny studio i Helsingfors

## Dubbningar (i urval)[3]
| År   | Titel                                  |
| ---- | -------------------------------------- |
| 1983 | He-Man and the Masters of the Universe |
| 1983 | Skogsfamiljerna                        |
| 1985 | Bumbibjörnarna                         |
| 1985 | Luftens hjältar                        |
| 1987 | Duck Tales                             |
| 1989 | Piff och Puff – Räddningspatrullen     |
| 1991 | Darkwing Duck                          |
| 1992 | Lucky Luke                             |
| 1994 | Lejonkungen                            |
| 1995 | Pocahontas                             |
| 1996 | Ringaren i Notre Dame                  |
| 1997 | Herkules                               |
| 1998 | Lejonkungen II – Simbas skatt          |
| 1998 | Mulan                                  |
| 1998 | Prinsen av Egypten                     |
| 1999 | Fantasia 2000                          |
| 1999 | Tarzan                                 |
| 2000 | Dinosaurier                            |
| 2000 | Kejsarens nya stil                     |
| 2000 | Vägen till El Dorado                   |
| 2001 | Atlantis – En försvunnen värld         |
| 2001 | Monsters, Inc.                         |
| 2001 | Shrek                                  |
| 2002 | Lilo & Stitch                          |
| 2002 | Skattkammarplaneten                    |
| 2002 | Spirit – Hästen från vildmarken        |
| 2003 | Hitta Nemo                             |
| 2003 | Björnbröder                            |
| 2003 | Sinbad: Legenden om de sju haven       |
| 2004 | LazyTown                               |
| 2004 | Lejonkungen 3 – Hakuna Matata          |
| 2005 | Madagaskar                             |
| 2007 | Nya äventyr med Nalle Puh              |
| 2007 | The Simpsons: Filmen                   |
| 2023 | Apkungen                               |
| 2023 | Spy Kids: Armageddon                   |
| 2023 | Asterix & Obelix: I drakens rike       |

## Röstskådespelare (i urval)
Ofta medverkande röstskådespelare i KM Studios dubbningar har varit följande:

- Tommy Nilsson
- Ingemar Carlehed
- Bertil Engh
- Monica Forsberg
- Hans Gustafsson
- Ulf Peder Johansson
- Jan Koldenius
- Ulf Källvik
- Christel Körner
- Bo Maniette
- Roger Storm
- Peter Wanngren
- Anders Öjebo
- Birgitta Fernström
- Hasse Andersson
- Gunnar Uddén
- Stefan Berglund
- Mia Kihl
- Liza Öhman
- Mariam Wallentin
- Mats Wänblad
- Frida Nilsson
- Cecilia Milocco
- Isabelle Moreau
- Kerstin Andeby
- Peter Kjellström
- Sten Carlberg
- Eric Donell
- Marie Kühler-Flack
- Åsa Bjerkerot
- Jan Modin
- Johan Hedenberg
- Anders Pontén
- Jonas Kruse
- Anna Norberg
- Lisa Carlehed
- Alexander Lundberg
- Simon Tarakkamäki
- Jennie Jahns
- Mikaela Ardai Jennefors